# مظهر الله (قبالة)
مظهر الله ((بالعبرية: פרצופים‏)، بارتزوفيم) في القبالة اليهودية هي ترتيبات خاصة للسيفروت العشرة. كل مظهر هو بالتالي تكوين كيانات متباينة في وحدة متناغمة. اشتقت أسماء pالمظاهر من كتاب زوهار، والذي يعتبر النص التأسيسي للقبالة وهي مصطلحات مرادفة لـ سيفروت. ظهرت أهميتها العقائدية الكاملة في القرن السادس عشر مع الحركة اللوريانية مع الإشارة إلى العمليات الكونية «التحطيم» (شيفيرة) و «التصحيح» (تيكون).
وصفت قبالة العصور الوسطى السيفروت العشرة كقنوات إلهية التي تنبع من مصدرها وتنزلق في تطور خطي. نظم موسى القرطبي التفسيرات المختلفة في القرون الوسطى من زوهار. في وقت لاحق، قام إسحاق لوريا، بإعادة صياغة القبالة في ما يعرف بالتفسير الثاني. وصف فيها العلاقات الديناميكية بين المظاهر، والتي تتفاعل مع بعضها البعض. الجزء الأعلى يحيط أفسه بداخل الجزء الأسفل، حيث أن النفس مرافقة لداخل الجسد.
وفقا للنظام اللورياني، المخطط الخطي للسيفروت يؤدي «لتحطيم عالم الفوضى» (توهو). بدأ ترميمهم كتجليات لله في العوالم الأربعة، أو تصليحهم يطلق عملية الإصلاح الكوني.
نتيجة لانهيار عالم الفوضى، تضيع شرارات القداسة، أو تنفذ، في العوالم الثلاثة الدنيا. وبالتالي، يقوم الإنسان، الذي يعكس روحه النظام المنسق لـتجليات الله، بتصحيح العالم الدنيوية من خلال استبدال شرارات القداسة المنفية عن طريق دراسة التوراة وأداء ميتزفوت.

## المجموعة الكاملة لحضرة الله
| سفيروت: قوات منفصلة غير مستقرة                                 | الحضور الإلهي: إعادة تشكيل متناسقة مستقرة | حضور إلهي ثانوي: تقسيمات محددة الذكور / الإناث |
| -------------------------------------------------------------- | --- | --- |
| فوق الوعي: كيتر                                                | أتيك يومين ("الأيام القديمة") المستوى الداخلي من الكنير-البهحة معظم السبب الأساسي الأولي المستوى الخارجي لكتر-ويل تنازلي الروح الإلهية في الخلق                                                | هو ذكر الأيام القديمة نكفا دتيك يومين الأنثى |
| حكمة: تشوتشما                                                  | آبا إلاه ("الآب الأعلى") القدرة على استخراج عفوا البصيرة من عالم اللاوعي يسرائيل سابا ("إسرائيل الشيخ") القدرة على توجيه البصيرة فيما بعد إلى الوعي آبا ("الأب") مزيج من أبا إله ويسرائيل سابا | كل من جزائهما من الحكمة - ذكور. |
| فهم: بيناه                                                     | إيما ("الأم") انضم إلى التأثير مع الأبا الأب رعاية التنمية تيفونا ("الفهم") | كلا الجزئين من بينه هما من الإناث. |
| السمات العاطفية الستة: الرحمة الشدة تيفيريت النصر المجد الأساس | زاير انبين ("وجه صغير") كشف بن ("الابن") العريس تسعى الوحدة مع نوكفا دراسة التوراة / التوراة المكتوبة / الشمس / شجرة الحياة الوحي من التفوق الالهي - يهوه "قدوس المبارك هو"                    | كلا الحزبين من زين انبان هما ذكور ولهما نظرائهما من النساء في نوكفاه يسرائيل (سميت باسم " يعقوب إسرائيل ") الوجه الذي يتطلع يعقوب (سمي على اسم " يعقوب "، والد إسرائيل) |
| العاطفة النشطة: ملكوت                                          | نوكفا مؤنث زي أنبيين استقبال الخفاش ("ابنة") عروس تسعى للوحدة مع زي أنبين الصلاة / التوراة عن طريق الفم / القمر / شجرة المعرفة من الخير والشر الإلهام الإلهي - إلوهيم الوجود الإلهي            | كلا الحزبين من نوكفاه هما من الإناث ولديهما نظراء من الذكور في زين أنبين ليا (سميت على اسم زوجة يعقوب الأولى) راحيل (سميت على اسم زوجة يعقوب الثانية)                   |

## روابط خارجية
- معجم المصطلحات القبالة وشاسيدوت ص
- مراحل العملية الإبداعية من نور الله اللانهائي إلى عالمنا المادي من موقع www.inner.org. يتضمن وصفا مفصلا لمظاهر حضور الله معينة
- The Partzufim - The Sefirotic Faces(جضور الله - أوجه السفيروت بقلم الحاخام أرييل بار تزادوك) - (نشر في الأصل في Panu Derekh # 13)
- التوحيد الحقيقي - فهم قبالي للوحدة المطلقة من المظاهر الإلهية، من موقع inner.org